# ARM Baja California (PO-162)
El ARM Baja California (PO-162) es un buque de patrulla de la Clase Oaxaca, construida por y para la Armada de México.
Tiene una longitud de 282,2 pies (86,0 m), un calado de 11,8 pies (3,6 m), un haz de 34,4 pies (10,5 m), y desplaza 1850 toneladas cortas (1,678.3 t).
El armamento principal es un cañon Bofors de 76 mm, con un par de torreta de control remoto naval OTO Melara de 12,7 mm mod. 517 con Ametralladoras Browning M2 en cada lado, y otro cañón de popa Oto Melara 30/SAFS de 30 mm.
Los sensores y sistemas de procesamiento son: 2 radares de navegación y de búsqueda de superficie Terma Scanter 2001, radares y optrónica de sistema de control de incendios Selex NA-25.
Un helipuerto en la cubierta de popa tiene capacidad de manejo para una variedad de helicópteros, tales como Eurocopter AS 565 Panther, Eurocopter AS 550 Fennec, o el MBB Bo 105.
El barco tiene una velocidad de crucero de 20 nudos, tiene un complemento de 77  Marineros, y contiene provisiones para llevar a un grupo de 39 fuerzas especiales y/o marinos para una variedad de misiones.
Entre sus últimos despliegues, la unidad integró las ediciones 2010 y 2011 del ejercicio combinado UNITAS, junto a naves de la Armada de Estados Unidos, Armada Argentina y Marina de Brasil.
Hecho en el Astillero No. 1 de la Armada de México, en Tampico Tamaulipas México.